# SN 2002E
SN 2002E – supernowa typu II odkryta 16 stycznia 2002 roku w galaktyce NGC 4129. W momencie odkrycia miała maksymalną jasność 16,80m.